# Danieli (azienda)
Danieli (nome completo: Danieli & C. Officine Meccaniche SpA) è una multinazionale italiana con sede a Buttrio (Udine) ed è uno dei leader a livello mondiale nella produzione di impianti siderurgici, con particolare distacco nel settore dei prodotti lunghi, del cui mercato mondiale detiene oltre il 90% di quota. È quotata nell'indice FTSE Italia Mid Cap della Borsa di Milano.

## Storia

### Le origini
La Danieli è stata fondata nel 1914 quando i fratelli Mario e Timo Danieli, originari della Valsugana, acquisiscono a Brescia le Acciaierie Angelini. Dopo la prima guerra mondiale i due fratelli si separano e nel 1929 Mario trasferisce a Buttrio la produzione di attrezzature per la lavorazione d'acciaio e macchine ausiliarie per gli impianti di laminazione. Nel secondo dopoguerra la società, guidata dal figlio di Mario, Luigi, e denominata Danieli & C, sceglie di concentrarsi nella produzione di macchine per l'industria siderurgica.

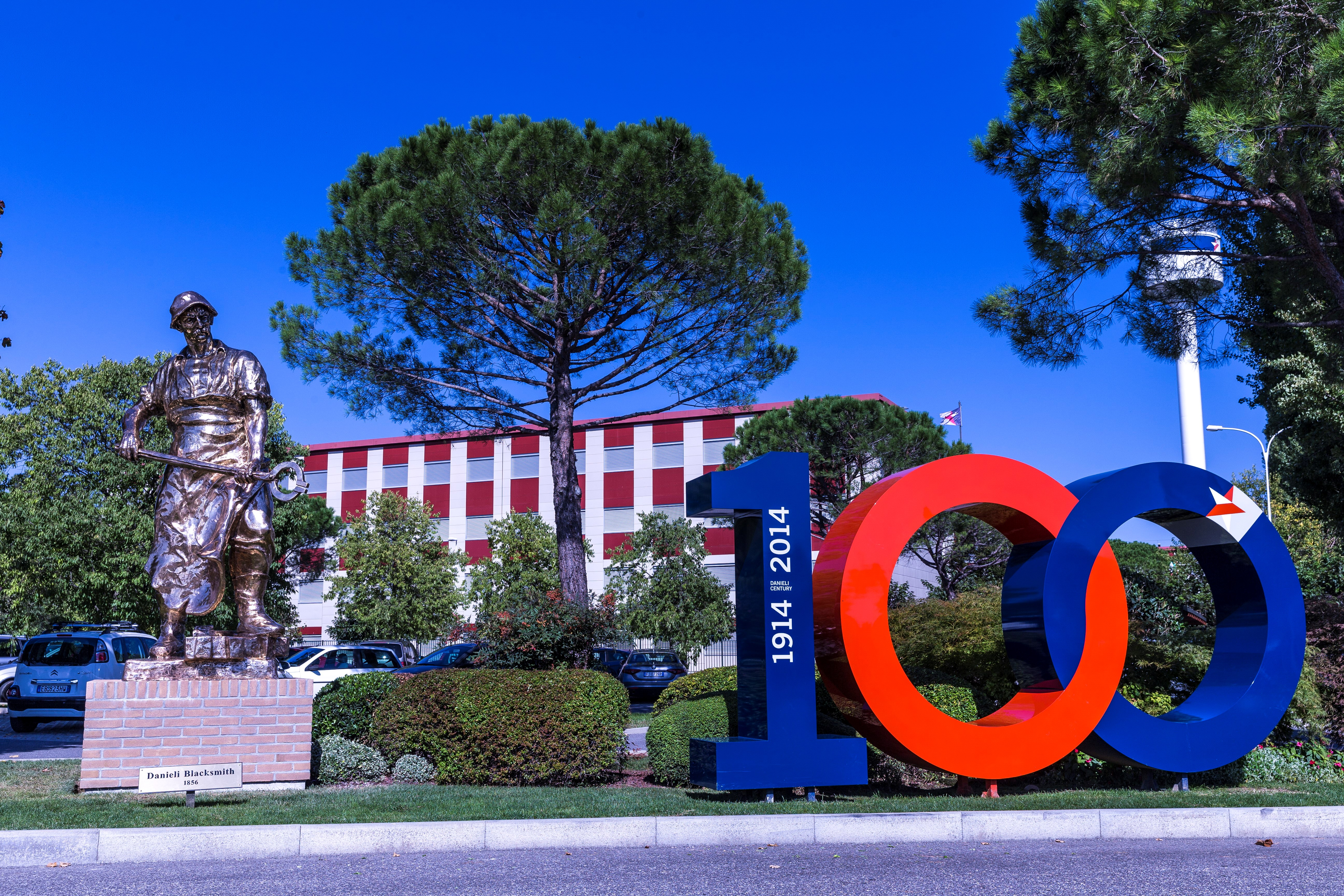
Sede centrale Danieli a Buttrio (Udine)

Nella seconda metà degli anni settanta, quando il settore siderurgico entra in crisi a causa di un eccesso di capacità produttiva, Luigi Danieli adotta una strategia diversa: passare gradualmente dalla costruzione di macchine per la siderurgia alla consegna di impianti chiavi in mano. Nel 1976 la società si aggiudica la progettazione e la realizzazione di un'acciaieria da 500.000 tonnellate nel Brandeburgo, nella Germania Est.  Nel 1979 la società ha un fatturato di oltre 130 miliardi di lire realizzati per l'80% all'estero e impiega 1600 persone.

### Riassetto societario

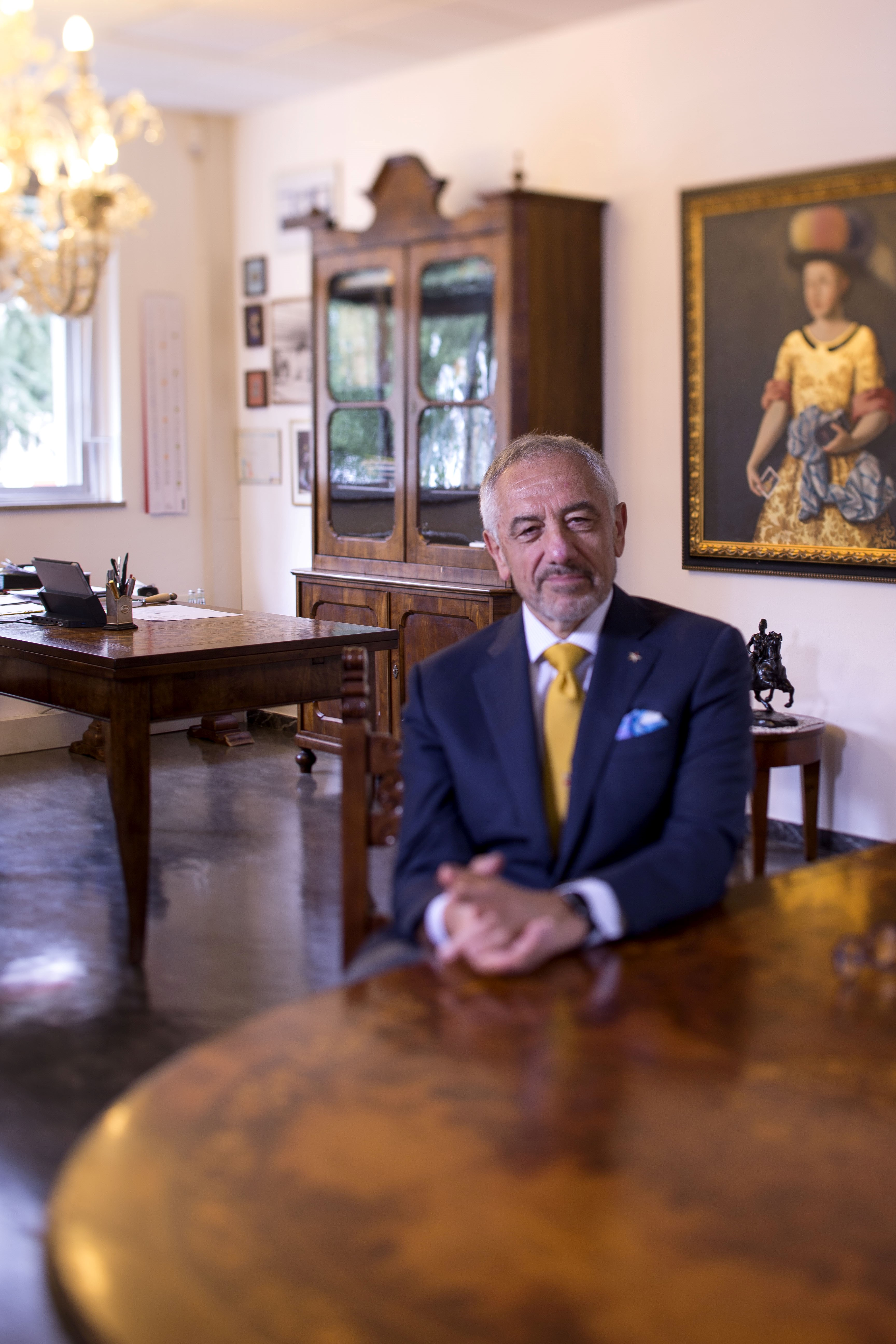
Gianpietro Benedetti, Presidente del Gruppo Danieli dal 1999 al 2024

Nel 1983 la Danieli, specializzata nella realizzazione di miniacciaierie acquisisce commesse in Unione Sovietica e in Nordafrica. Nel 1984 è quotata alla Borsa di Milano. Nel 1985 è completato negli Stati Uniti il primo impianto per la produzione e laminazione diretta di acciai di qualità. A metà degli anni ottanta il settore siderurgico incontra di nuovo difficoltà e l'azienda decide di adottare una diversa strategia per restare competitivi: Cecilia Danieli e Gianpietro Benedetti spingono per una forte ristrutturazione, in linea con una strategia di internazionalizzazione ed ampliamento dei prodotti, mentre diversa è la posizione del resto della famiglia.  Alla fine, il 58% delle azioni ordinarie viene ceduto alla SIND (Società Impianti Industriali, detenuta al 50% da Cecilia Danieli e al 50% da Gianpietro Benedetti)
Con il nuovo assetto societario prosegue l’acquisizione di aziende internazionali. Nel 1987 la Danieli acquisisce il gruppo svedese Morgårdshammar, specialista in impianti di laminazione per acciai speciali e successivamente la Wean United (USA), Rotelec (Francia) e Sund (Svezia). Il fatturato dell’azienda è infatti in costante crescita, toccando 1.900 milioni di Lire nel 2000, con 3.200 dipendenti.
Nel giugno 1999 Cecilia Danieli scompare ad Aviano (aveva 56 anni).

### Nuova generazione

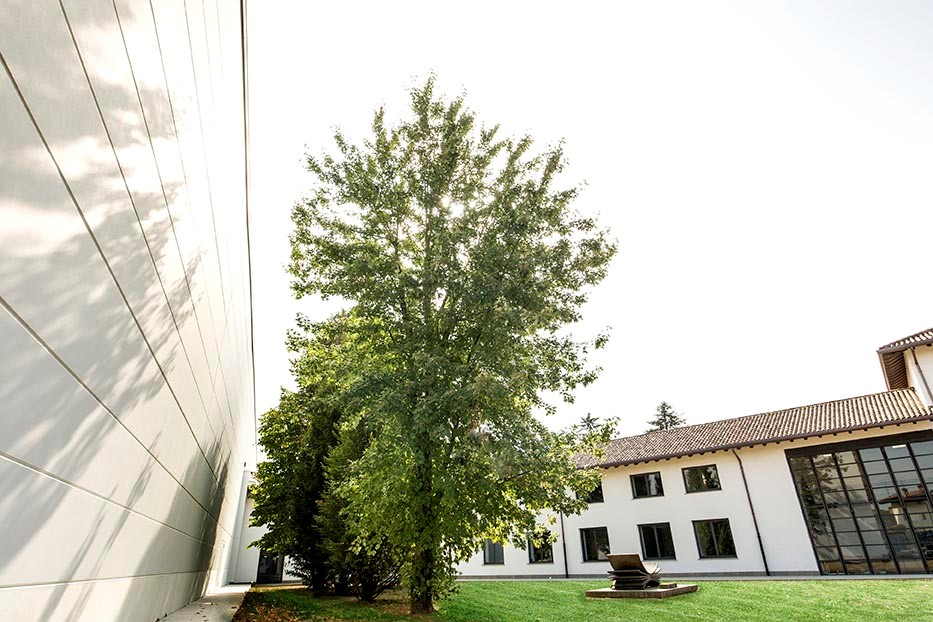
Sede Danieli Academy a Buttrio (Udine)

Dopo la prematura scomparsa di Cecilia Danieli nel 1999, Gianpietro Benedetti assume la Presidenza, mantenendo anche il ruolo di CEO. Continua la crescita internazionale dell'azienda che conta cinque centri produttivi (Buttrio, Pittsburgh, Parigi, in Svezia e in Germania): vengono aperte sedi in Cina (a Pechino e Shanghai), costituisce la Danieli Far East in Thailandia e la Danieli Volga in Russia, con il lancio di centri di servizi in Austria e Brasile. Questo porta anche all’ampliamento della gamma di prodotti.
Nel 2009, entra nel consiglio d'amministrazione della società Giacomo Mareschi Danieli, ventinovenne, che lavora nel gruppo dal 2006. In azienda anche Anna, gemella di Giacomo e Camilla Benedetti. In questo anno, il fatturato raggiunge i 3,2 miliardi di Euro, con un utile di 135 milioni, con circa 9.400 dipendenti.
Nel 2018 viene fondata la Danieli Academy, nata per gestire lo sviluppo delle competenze delle risorse umane attraverso la collaborazione con centinaia di università nel mondo.
Nel 2022 è accusata dal governo Ucraino oltre che da varie organizzazioni per i diritti umani di essere "sponsor internazionale della guerra", Danieli collabora con la Russia e quindi con l'esercito della federazione attraverso la sua società Danieli Volga nonostante l'entrata in vigore delle sanzioni dopo l'invasione dell'Ucraina. Danieli ha però annunciato di lasciare il mercato russo in quanto l’evoluzione degli scenari geopolitici rende impossibili le relazioni commerciali e la presenza in quel Paese e ha confermato di aver sempre operato nel rispetto delle sanzioni.
Il 28 Aprile 2024 scompare a 81 anni, dopo una breve malattia, il Presidente Gianpietro Benedetti.

## Aziende del Gruppo Danieli

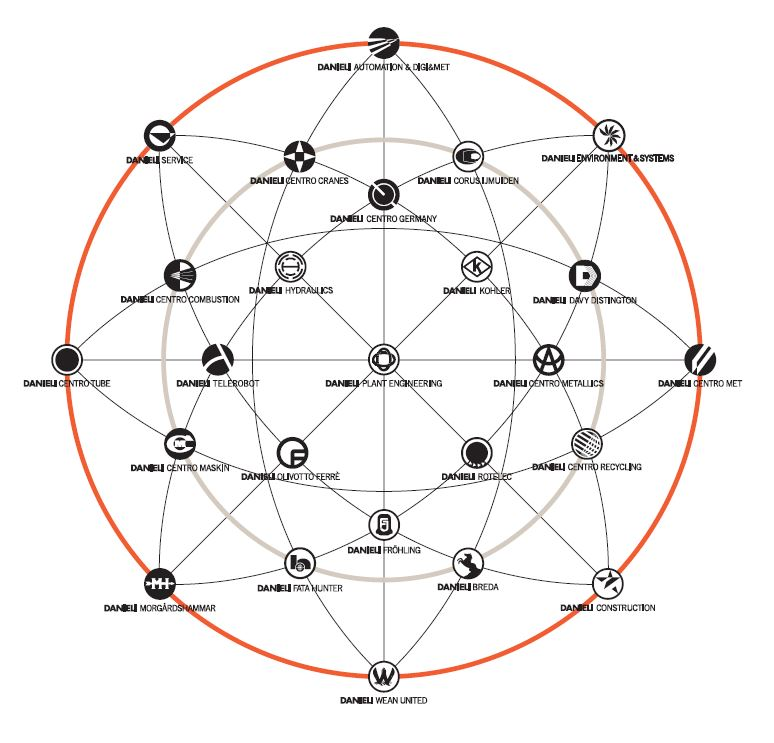
Cartella Plantmaking (pdf Globo_Danieli)

- Danieli Automation & Digi&Met (Automazione industriale e controllo di processo)
- Danieli Plant Engineering  (Progetti impianti “chiavi in mano”, attività di ingegneria dei sistemi)
- Danieli Morgårdshammar (Impianti di laminazione per prodotti lunghi)
- Danieli Corus IJMUIDEN (Impianti siderurgici integrati)
- Danieli Centro Met (Impianti per la produzione dell'acciaio dal rottame, colate continue)
- Danieli Davy Distington (Colate per bramme/bramme sottili)
- Danieli Wean United (Impianti di laminazione per prodotti piani)
- Danieli Fröhling  (Impianti di finitura e condizionamento di prodotti piani)
- Danieli Centro Tube (Impianti per la produzione di tubi senza saldature)
- Danieli Centro Maskin (Impianti di finitura e condizionamento di prodotti lunghi, ispezione e molatura piani)
- Danieli Rotelec (Sistemi di riscaldo a induzione e di agitazione elettromagnetica)
- Danieli Breda  (Impianti di estrusione e forgiatura)
- Danieli Centro Combustion (Forni industriali e bruciatori)
- Danieli Environment Systems (Tecnologia e sistemi green)
- Danieli Construction (Realizzazione di impianti "chiavi in mano")
- Danieli Service (Montaggio, Avviamento e Collaudo degli impianti Danieli)
- Danieli Centro Cranes (Costruttori Gru a ponte)
- Danieli Telerobot (Robotica avanzata)
- Danieli Linz (Impianti siderurgici con convertitori a ossigeno)
- Danieli Centro Recycling (Impianti di lavorazione dei rottami)
- Danieli Olivotto Ferrè (Forni per trattamenti termici)
- Danieli Kohler (Dispositivi di Air Wiping per la zincatura)
- Danieli Fata Hunter (Linee di laminazione e rivestimento in alluminio)
- Innoval Technology Ltd (Consulenza e supporto tecnico all’industria dell’alluminio)
- Danieli Hydraulics (Oleodinamica e lubrificazione industriale)
- Fata Epc (Ingegneria, approvvigionamento e costruzione di impianti chiavi in mano)

## Dati economici
Nel 2017 (bilancio chiuso il 30 giugno) i ricavi hanno toccato i 2,49 miliardi di euro con un utile di 59 milioni. Al 30 giugno 2018 il fatturato ha toccato i 2,70 miliardi di euro (+2%),  Ebitda a 228 milioni pari al 13%, Ebit a 103 (48%), utile di 58,4 milioni.
Nel 2019 (bilancio chiuso il 30 giugno), i ricavi sono saliti a 3 miliardi di euro, con un utile netto di 67 milioni, Ebitda a 239,2 milioni, Ebit a 101,51. Al 30 giugno 2020 il fatturato registrato è di 2,8 miliardi di euro, con utile netto di 62,4 milioni, Ebitda a 187,7 milioni, Ebit a 91,6.